# Adesivo automotivo

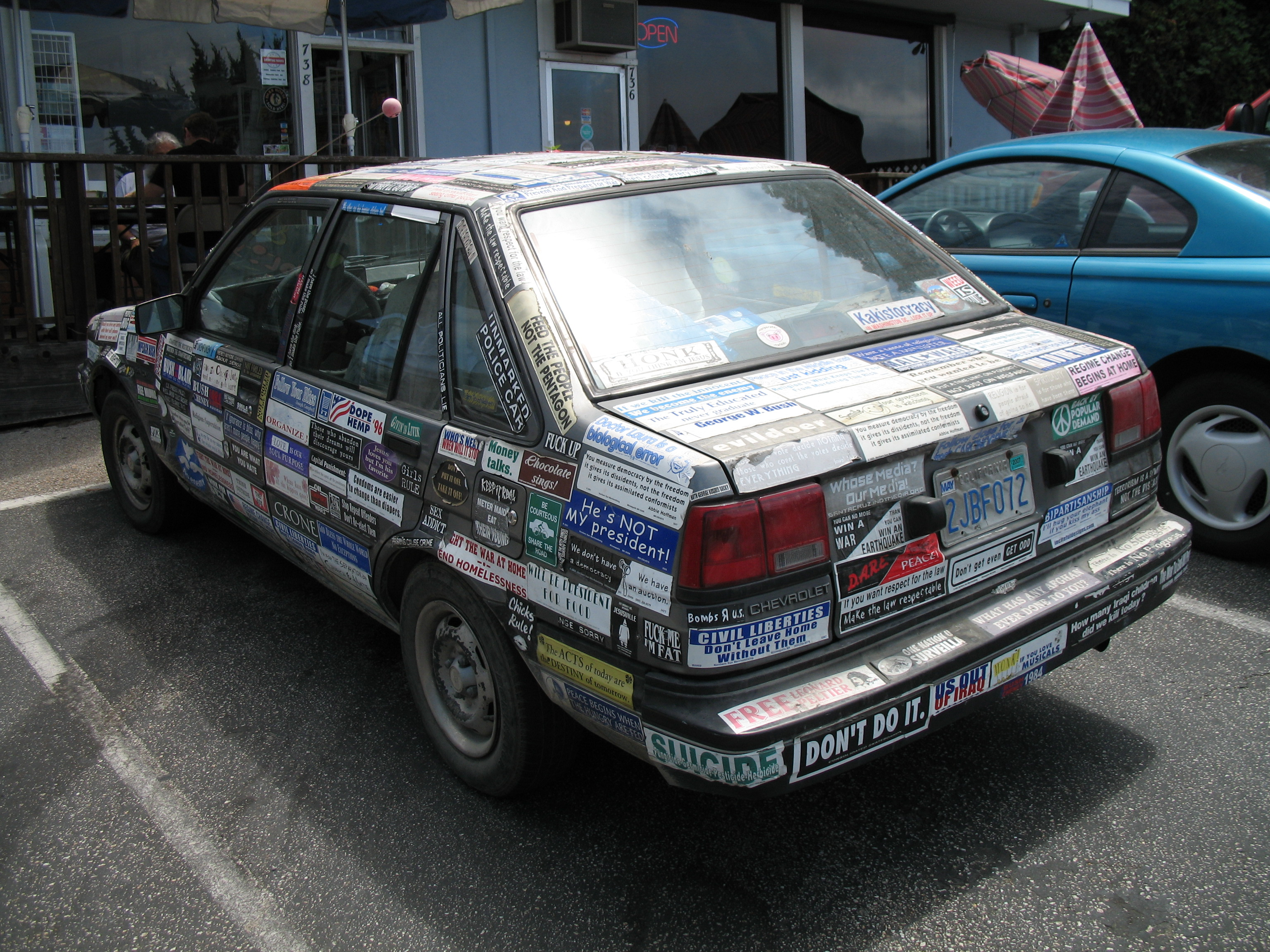
Carro com alguns adesivos

Um adesivo automotivo é um adesivo ou etiqueta contendo mensagens ou propagandas publicitárias, destinada a ser anexado aos automóveis, como também em bicicletas e outros meios. Geralmente, possui o intuito de ser lido por outra pessoas e ocupantes de outros veículos, embora eles muitas vezes fiquem presos em outros objetos.
Adesivos automotivos contendo mensagens, possuem cerca de 30 cm por 8 cm (12 pol por 3 in) e muitas vezes são feitos de PVC para uma longa duração.

## Finalidades
Adesivos para carros podem ser comercial, religioso, de times, ou apenas com cunho humorístico. Eles podem promover ou opor-se a uma posição filosófica ou política particular. Em alguns países, como os Estados Unidos e Brasil, adesivos para carros são uma maneira popular de mostrar apoio a um candidato a um lugar governo e tornar-se mais comum em anos eleitorais. Em outros países, como o Reino Unido, eles raramente são vistos em qualquer forma.
Existe ainda uma variedade de adesivos é a identidade de algum país. Isso normalmente é usado para os carros que cruzam fronteiras internacionais, e é supervisionado pelas Nações Unidas como os sinais distintivos de veículos no tráfego internacional, sendo autorizados pela Convenção de Genebra, das Nações Unidas sobre o Trânsito Rodoviário (1949) e Convenção de Viena sobre Tráfego Rodoviário (1968). Muitas vezes, o código do país é exibido na própria placa de licença.

## Aplicação e remoção
Devido grandes alterações nas temperaturas do veículo, o adesivo precisa aderir bem a diversas superfícies como pára-choques, lataria e vidros. No entanto, existem alguns de fácil remoção e adesivos magnéticos. Adesivos podem ser removidos com óleo desengripante, removedores específico ou com jato de calor, do tipo de secador de cabelo.

## Pelo mundo
Existem variações consideráveis em todo o mundo quanto ao contexto e os propósitos.
Em alguns veículos, alguns adesivos são como sinais de troféus de aviões da Segunda Guerra Mundial, ou de locais visitados ou ações concluídas.
Eles também têm sido amplamente aplicada em janelas traseiras, bem como, onde as medidas legislativas não proibiram tal uso. Por exemplo, na Suécia, que é o lugar normal, para colocá-los eo adesivo é realmente chamado "bakrutedekal" (decalque janela traseira).
Mais recentemente, adesivos tornaram-se uma rota para a publicidade e algumas empresas oferecem valores, favores ou brindes para que os seus proprietários façam uso do anúncio.
Em Israel, uma das canções mais populares de todos os tempos é "Shirat Hasticker" ("The Sticker Song") por Hadag Nachash, uma canção composta inteiramente de slogans adesivo.
Diversas variantes do adesivo têm sido desenvolvido nos últimos anos, incluindo decalques de vinil feitos para ser aplicado a pára-brisa traseiro de um carro, e emblemas cromados para ser afixado ao corpo do próprio carro, geralmente na parte traseira (o "peixe Jesus" e o "peixe de Darwin" em contrapartida, são exemplos populares).

## Adesivamento como substituição a pintura
Os adesivos tornaram-se uma alternativa para pintura de automóvel, primeiramente com o uso das publicidades e propagandas, onde o carro é adesivado com o emblema do anúncio. Ou como propósito de pintura, mas sem descaracterizar a pintura original. Uma das principais vantagens, é o valor, cerca de 50% mais barato que uma pintura definitiva. uma envelopagem com adesivo, custa cerca de R$ 1,3 mil a R$ 3 mil e sua durabilidade pode chegar a 5 anos, a retirada também é feita por especialisatas e custa cerca de R$ 300 a R$ 600.
No Salão do Automóvel de São Paulo de 2012, algumas marcas como Mercedes-Benz, Audi e BMW fizeram uso da adesivagem em seus veículos, assim como no Salão de Frankfurt de 2013.
Segundo lojistas, aproximadamente 50% dos clientes adesivam o carro por completo (com preto fosco, branco brilhante ou branco fosco); 40% envelopam apenas o teto (normalmente utilizam a cor preta); e 10% aplicam o revestimento em poucas partes do carro, como capô ou retrovisores.